# Lijerica

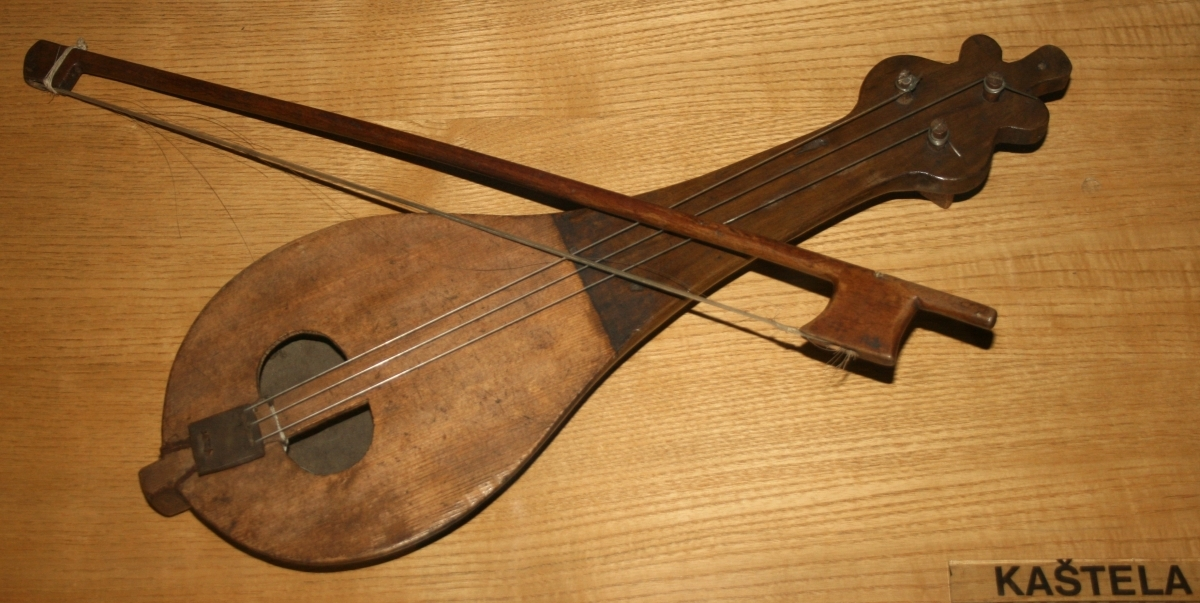
Lijerica de la zona de Dalmacia.

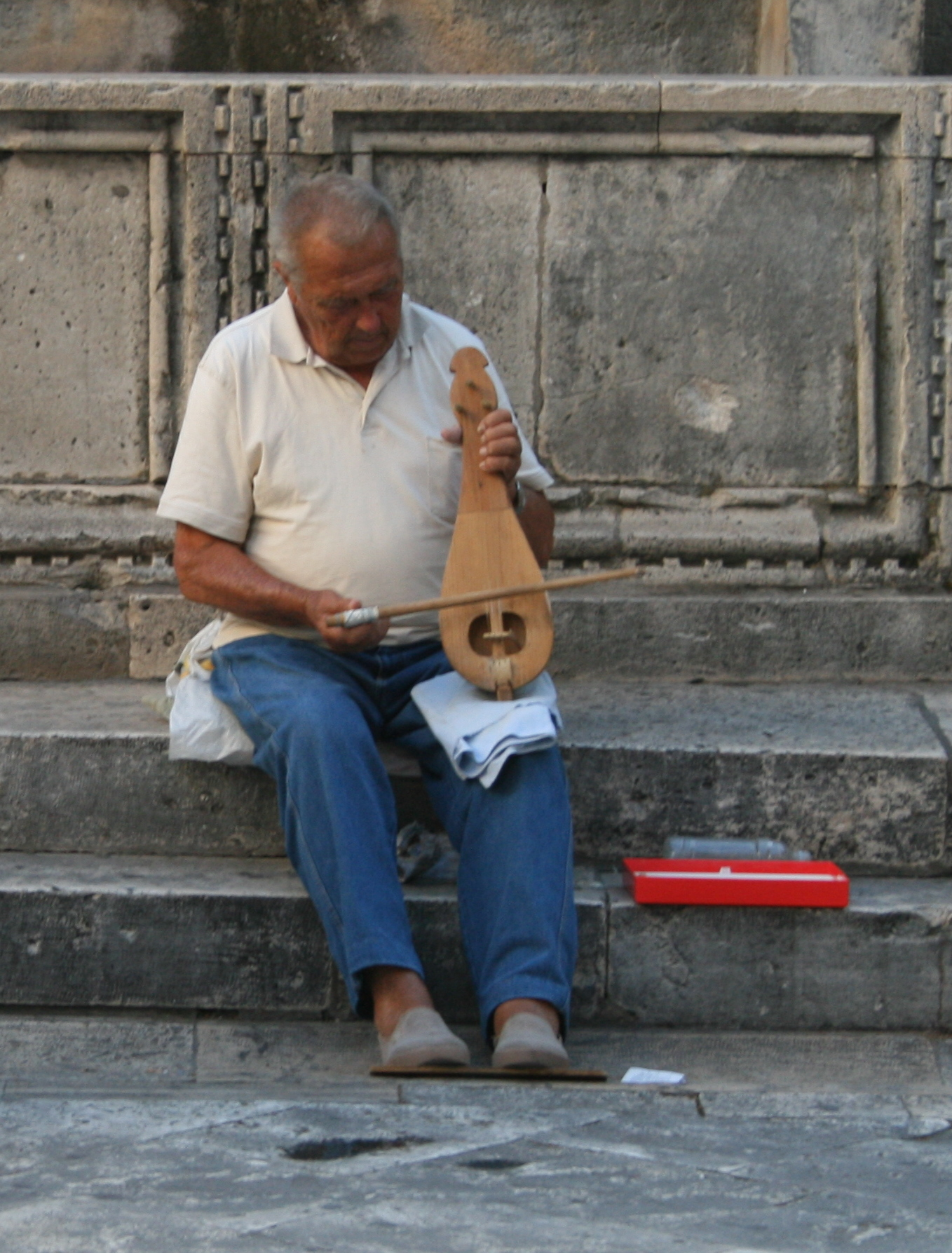
Ejecutante de lijerica en Dubrovnik.

La lijerica es un instrumento musical de cuerda frotada de la zona de Dalmacia en Croacia y las zonas croatas del este de Herzegovina. Tiene forma de pera, y tiene tres cuerdas las cuales se tocan con un arco. Se la toca para acompañar la danza denominada linđo que es tradicional de la región. El nombre lijerica deriva de la lira bizantina (griego: λύρα), el instrumento de arco del Imperio de Bizancio a partir del cual probablemente evolucionó.
Si bien a menudo se asocia la lijerica con la música folclórica, también se la utiliza en composiciones modernas de la región. Un artista que se destaca por el uso de este instrumento es Mate Bulić.

## Orígenes
La lijerica se encuentra muy relacionada con el instrumento musical denominado lira (lūrā) del Imperio de Bizancio, un antecesor de la mayoría de los instrumentos de arco europeos y equivalente al rebab utilizado en los imperios islámicos de esa época. El geógrafo persa Ibn Khurradadhbih (f. 911) del siglo IX, en su discusión lexicográfica sobre los instrumentos, cita a la lira bizantina como un instrumento típico de los bizantinos junto con el urghun (órgano), shilyani (probablemente un tipo de arpa o lira) y el salandj. La lira bizantina se difundió hacia el oeste por Europa; en los siglos XI y XII los escritores europeos utilizan el término viola de arco y lira de manera intercambiable para hacer referencia a los instrumentos de arco.
En los siglos posteriores, en Europa se contaba con dos tipos de instrumentos de arco: uno relativamente de forma más cuadrada, que se sostenía en los brazos, al que se lo denominó la familia de las lira da braccio (viola de brazo); el otro, con hombros más suaves y que se colocaba entre las rodillas, y que era el grupo de la lira da gamba (viola de pierna). Durante el Renacimiento las gambas, fueron instrumentos elegantes e importantes; eventualmente perdieron preponderancia frente a la familia de la lira da braccio (originalmente menos aristocrática) que producía un sonido más fuerte.